# Nora Lagos
Nora Lagos Chauvin (14 de febrero de 1925, Buenos Aires, Argentina - 23 de noviembre de 1975, Rosario, Argentina) fue una periodista, directora de prensa y militante política argentina. Fue la primera y única mujer en dirigir el diario La Capital de Rosario, el periódico más antiguo que aún se publica en Argentina. Su trayectoria estuvo marcada por su adhesión al peronismo, la represión política y la militancia en la resistencia peronista tras el golpe de Estado de 1955. 

## Biografía
Era bisnieta de Ovidio Lagos, fundador y activo dirigente de la democracia progresista, cuando la lideraba Lisandro de la Torre y fundador del diario La Capital de Rosario, aparecido el 15 de noviembre de 1867. Su abuelo fue Ovidio Amadeo Lagos, que fuera diputado nacional en 1914 y su padre fue Carlos Lagos, director del diario  desde 1916 hasta su muerte en 1940. La madre era María Teresa Chauvin, de nacionalidad francesa.
En 1947 conoció al escritor y guionista Hugo Mascías, conocido por el seudónimo de Hugo Mac Dougall, que creara utilizando su apellido materno, con quien se casó y tuvo dos hijas.  Era amigo de Homero Manzi, con quien había escrito varios guiones, y tuvo una influencia decisiva en la trayectoria ideológica de Nora Lagos que deja la democracia progresista por el peronismo. 
El 20 de septiembre de 1953 asume como directora del diario de su familia y le imprime un rumbo igual a la prensa oficialista, y una impronta propia y un enfoque con un sentido renovado en consonancia con las transformaciones político-sociales que se venían produciendo a nivel nacional. Fue la única mujer que fue directora del Diario La Capital y que tuvo una muy activa militancia en el peronismo en la década de 1950.
Tras la caída de Perón, dirigió periódicos semiclandestinos críticos del régimen militar autodenominado Revolución Libertadora y estuvo vinculada a su nueva pareja, René Bertelli –quince años más joven que ella– que se incorporó más adelante –ya separado– a las Fuerzas Armadas Peronistas. Luego del golpe de Estado del 16 de septiembre de 1955, fue destituida y encarcelada. Abrazó la resistencia peronista y editó dos periódicos clandestinos: "La Argentina (Justa, Libre y Soberana)" y "Soberanía". 
Nora Lagos falleció el 23 de noviembre de 1975. Cuando “La Capital” cumplió los cien años de su fundación, se expusieron las fotografías de todos los directores que pasaron por el diario; pero faltaba una, la de ella, Nora Lagos, maldecida por peronista.

## Honores

### Eponimia
- Proponen ponerle los nombres de Nora Lagos y Mary Terán de Weiss a dos calles de la ciudad[3] Desde 2018, una calle de Rosario lleva su nombre.[7][8][9] [10]
- En noviembre de 2022 el diario La Capital coloca una placa con su nombre en el salón donde se recuerda a todos sus directores.[11] [12]